# Callisthenia ruficollis
Callisthenia ruficollis là một loài bướm đêm thuộc phân họ Arctiinae, họ Erebidae.